# Clodio
Clodio1 (n. 393 d.Hr. – d. 448 d.Hr.) sau, Pletosul a fost un rege semi-legendar al francilor salieni din dinastia merovingiană (426 - 447). Succesorul său a fost Meroveus, de la care vine numele dinastiei. După legendă, tatăl său a fost ducele Pharamond iar mama sa a fost Argotta, din Thuringia. Bunicul său ar putea fi Marcomer, un duce al francilor.
Există practic doar două surse de informații despre Clodio: scrierile lui Grigore din Tours și ale lui Sidonius Apollinaris.
Clodio a trăit în Dispargum, un nume despre care se crede că este al unui castel, nu al unui sat. În jurul anului 431, a invadat teritoriul Artois, dar a fost învins în apropiere de Hesdin de către Aetius, comandantul armatei romane din Galia, Imperiul Roman de Apus. Totuși, Clodio s-a regrupat, și în scurt timp a reușit să ocupe orașul Cameracum. În cele din urmă a ocupat întreaga țară până la râul Somme, și și-a stabilit capitala la Tournai.
Acțiunile agresive ale lui Clodio au dus la ocuparea altor teritorii de urmașii săi, care au creat în cele din urmă țara cunoscută astăzi sub numele de Franța. Clodio a murit între 447 și 449, iar tronul a fost ocupat de Meroveus. Nu se știe dacă Meroveus a fost fiul său, sau o altă căpetenie a tribului care s-a impus într-ul rol de conducere.